# Andreas Ekström
Andreas Johannes Kirsebom Ekström, född 29 oktober 1975 i Fjärås församling i Hallands län, är en svensk journalist, författare och föreläsare.

## Biografi
Andreas Ekström har sedan 1998 varit verksam på Sydsvenska Dagbladet, men också i egen regi. Han utsågs till "Årets talare" i Sverige 2019. Ekström bloggade regelbundet under pseudonymen Hemliga Pappan mellan augusti 2005 och maj 2008 och har haft en blogg i eget namn med inriktning på journalistik, medier, digitalisering och upphovsrättsfrågor i olika former sedan 2003.
Debutboken Ordlekar år 2004 var en egen produktion i begränsad upplaga. Hösten 2006 utgavs förlagsdebuten Hemliga pappan, innehållande omarbetat bloggmaterial kompletterat med nyskrivna texter. Våren 2008 utkom Lunds universum, gjord tillsammans med fotografen och fotografiprofessorn Per Lindström, som även finns i engelsk utgåva med titeln The Universe of Lund. En bok med samlade författarintervjuer ur Sydsvenskan utkom på Atlas förlag i januari 2010. Bokens titel är Jag kräver att ni läser vaket och långsamt. Samtal med författare.
En reportagebok om Google, företagets image och dess inverkan på samtida kultur och medier utkom 2010, med namnet Google-koden. Ekström skrev tillsammans med Johanna Koljonen en bok om Carola Häggkvist som utkom 2012, också utgiven på norska som Carola; fanget i en stormvind.
Essäboken Att hitta från 2018 handlar om människans ständiga sökande, på internet och i livet, men dessutom om författarens framtida levertransplantation. Den utkom på engelska som On Finding i april 2019, översatt av Kira Josefsson. Delar av manuset användes i en scenproduktion som sattes upp på Lunds stadsteater i december 2019, med titeln Min nästa lever. 2020 utgavs en bok om mat och matminnen, med titeln Gör nu bara exakt som jag säger! och undertiteln 77 texter om mat från nån som just börjat lära sig lite och därför tror att han vet allt. 2022 utkom essäboken Bekvämlighetens tyranni med undertiteln Hur vi förlorade makten över vår tids stora revolution.
Ekström har vid sidan av sina kärnämnen kultur och digitalt samhällsliv engagerat sig i organdonationsfrågan och har själv genomgått en levertransplantation 2020. Han är gift med vetenskapsjournalisten och författaren Lisa Kirsebom.

## Priser och utmärkelser
- 2016 – Årets talargenombrott[9]
- 2019 – Årets talare i Sverige[10]
- 2020 – Löfbergska litteraturpriset[11][12]